# Porphyrogénèse
La porphyrogénèse est une règle de succession au trône, en vigueur en particulier dans l'ancienne Sparte. Il s'agit d'une variante de la primogéniture dans laquelle le premier frère né après l'avènement au trône de son père (porphyrogénète, dans la terminologie byzantine) passe, dans l'ordre de succession au trône, avant ses frères nés avant l'avènement. Le terme a été créé par les historiens modernes, à partir de la terminologie byzantine, pour désigner cette règle successorale.

## Sparte
Dans la dyarchie spartiate, dans chacune des deux dynasties, la succession était héréditaire selon la règle de la porphyrogénèse, d'après le témoignage d'Hérodote. On n'a pas d'exemple direct d'un cadet porphyrogénète qui serait passé avant son aîné non porphyrogénète, mais plusieurs successions indirectes se comprennent bien si l'on fait référence à la porphyrogénèse.

## Perse achéménide
Darius Ier, qui avait trois fils d'un premier mariage nés avant l'accession au trône de leur père et quatre fils d'une seconde union nés alors qu'il était sur le trône, désigne comme successeur, avant de partir en guerre, l'aîné des fils de la seconde union, Xerxès, plutôt que l'aîné des fils de la première, Artobarzanès. Cependant, Hérodote, qui rapporte ce fait, ne l'explique pas comme une coutume de porphyrogénèse établie chez les Perses : Xerxès a donné comme principal argument en sa faveur le fait qu'il était, par sa mère Atossa, le petit-fils de Cyrus le Grand et Hérodote pense que, de toute façon, la forte influence d'Atossa sur son époux suffisait à assurer l'avantage de Xerxès.

## Israël
La porphyrogénèse a été invoquée par plusieurs chercheurs pour expliquer certaines successions dans les anciennes monarchies juives. Salomon est le seul des fils survivants de David qui soit né alors que son père était déjà sur le trône, mais le choix de David peut aussi bien s'expliquer par l'influence de Bethsabée, la mère de Salomon. La porphyrogénèse a peut-être donné un avantage à Aristobule II dans sa rivalité avec Hyrcan II pour la succession à Alexandre Jannée, roi hasmonéen de Judée.